# Campeonato mundial A de hockey patines masculino de 2009
El XXXIX Campeonato mundial de hockey sobre patines masculino se celebró en España en 2009. Participaron las mejores selecciones nacionales masculinas de hockey sobre patines del mundo.
Los tres últimos clasificados pasan a disputar el Campeonato mundial B 2010.

## Participantes
| Grupo A | Grupo A    |
| ------- | ---------- |
|         | España     |
|         | Angola     |
|         | Mozambique |
|         | Colombia   |

| Grupo B | Grupo B      |
| ------- | ------------ |
|         | Suiza        |
|         | Brasil       |
|         | Andorra      |
|         | Países Bajos |

| Grupo C | Grupo C        |
| ------- | -------------- |
|         | Portugal       |
|         | Argentina      |
|         | Estados Unidos |
|         | Chile          |

| Grupo D | Grupo D    |
| ------- | ---------- |
|         | Italia     |
|         | Francia    |
|         | Alemania   |
|         | Inglaterra |

## Fase Regular

### Leyenda
| Pts = Puntos totales PJ = Partidos jugados PG = Partidos ganados PE = Partidos empatados PP = Partidos perdidos GF = Goles a favor |  | GC = Goles en contra DG = Diferencia de goles (GF-GC) Resaltado en verde = Equipo clasificado para la segunda fase. Resaltado en rojo = Equipo eliminado de la segunda fase. (p) = Gol de penalti (fd) = Gol de falta directa |  |  |

### Grupo A
| Equip      | Pts | PJ | PG | PE | PP | GF | GC | DG  |
| ---------- | --- | -- | -- | -- | -- | -- | -- | --- |
| España     | 9   | 3  | 3  | 0  | 0  | 26 | 2  | +24 |
| Angola     | 4   | 2  | 1  | 1  | 1  | 7  | 5  | +2  |
| Mozambique | 2   | 3  | 0  | 2  | 1  | 2  | 9  | -7  |
| Colombia   | 1   | 3  | 0  | 1  | 2  | 0  | 19 | -19 |

| 4 de julio de 2009 20:30                                                                       |     |            |                                                  |
| España                                                                                         | 7:0 | Mozambique | Vigo Árbitros: Leandro Azzi Agra Xavier Jacquart |
| Pedro Gil (2) Romà Balcells (1) Mia Orgeig (1) Marc Torra (1) Jordi Bargalló (1) Marc Güal (1) |     |            | Vigo Árbitros: Leandro Azzi Agra Xavier Jacquart |

| 5 de julio de 2009 19:45                          |     |          |                                       |
| Angola                                            | 3:0 | Colombia | Vigo Árbitros: Jose Pinto Manuel Rios |
| André Centeno (1) Joao Vieira (1) João Santos (1) |     |          | Vigo Árbitros: Jose Pinto Manuel Rios |

| 6 de julio de 2009 16:30          |     |                                   |                                          |
| Angola                            | 2:2 | Mozambique                        | Vigo Árbitros: Marcelo Saab Gianni Fermi |
| André Centeno (1) Joao Vieira (1) |     | Jose Soares (1) Paulo Pereira (1) | Vigo Árbitros: Marcelo Saab Gianni Fermi |

| 6 de julio de 2009 19:45 |      | |                                               |
| Colombia                 | 0:16 | España | Vigo Árbitros: Marka Brailey Carsten Niestroy |
|                          |      | Pedro Gil (4) Romà Balcells (2) Marc Torra (2) Josep Mª Roca (2) Jordi Adroher (2) Marc Güal (2) Mia Ordeig (1) Jordi Bargalló (1) | Vigo Árbitros: Marka Brailey Carsten Niestroy |

| 7 de julio de 2009 16:30 |     |            |                |
| Colombia                 | 0:0 | Mozambique | Vigo Árbitros: |
|                          |     |            | Vigo Árbitros: |

| 7 de julio de 2009 19:45 |     |        |                |
| Angola                   | 2:3 | España | Vigo Árbitros: |
|                          |     |        | Vigo Árbitros: |

### Grupo B
| Equip        | Pts | PJ | PG | PE | PP | GF | GC | DG  |
| ------------ | --- | -- | -- | -- | -- | -- | -- | --- |
| Brasil       | 9   | 3  | 3  | 0  | 0  | 12 | 3  | +9  |
| Suiza        | 6   | 3  | 2  | 0  | 1  | 9  | 6  | +3  |
| Andorra      | 3   | 3  | 1  | 0  | 2  | 9  | 7  | +2  |
| Países Bajos | 0   | 3  | 0  | 0  | 3  | 2  | 16 | -14 |

| 5 de julio de 2009 18:15                |     |              |                |
| Suiza                                   | 4:0 | Países Bajos | Vigo Árbitros: |
| Federico García (3) Jerome Desponds (1) |     |              | Vigo Árbitros: |

| 5 de julio de 2009 21:30        |     |                 |                                             |
| Brasil                          | 2:1 | Andorra         | Vigo Árbitros: Marcelo Saab Xavier Jacquart |
| Leandro Wada (1) Alan Karam (1) |     | Àlex Martín (1) | Vigo Árbitros: Marcelo Saab Xavier Jacquart |

| 6 de julio de 2009 18:15 |     |                                    |                                       |
| Suiza                    | 3:2 | Andorra                            | Vigo Árbitros: Jose Pinto Manuel Rios |
| Jerome Desponds (3)      |     | Ramón Bassols (1) Ivan Villaró (1) | Vigo Árbitros: Jose Pinto Manuel Rios |

| 6 de julio de 2009 21:30 |     |                                                     |                                       |
| Países Bajos             | 0:6 | Brasil                                              | Vigo Àrbitres: Jose Pinto Manuel Rios |
|                          |     | Claudio Selva (3) Jurandyr Silva (2) Alan Karam (1) | Vigo Àrbitres: Jose Pinto Manuel Rios |

| 7 de julio de 2009 18:15 |     |        |                |
| Suiza                    | 2:4 | Brasil | Vigo Árbitros: |
|                          |     |        | Vigo Árbitros: |

| 7 de julio de 2009 21:30 |     |         |                |
| Países Bajos             | 2:6 | Andorra | Vigo Árbitros: |
|                          |     |         | Vigo Árbitros: |

### Grupo C
| Equip          | Pts | PJ | PG | PE | PP | GF | GC | DG  |
| -------------- | --- | -- | -- | -- | -- | -- | -- | --- |
| Argentina      | 9   | 3  | 3  | 0  | 0  | 31 | 4  | +27 |
| Portugal       | 6   | 3  | 2  | 0  | 1  | 21 | 6  | +15 |
| Chile          | 3   | 3  | 1  | 0  | 2  | 6  | 10 | -4  |
| Estados Unidos | 0   | 3  | 0  | 0  | 3  | 4  | 42 | -38 |

| 5 de julio de 2009 16:30 |     |                                                         |                      |
| Chile                    | 1:4 | Argentina                                               | Pontevedra Árbitros: |
| Nicolás Fernández (1)    |     | Esteban Abalos (2) Emanuel Gracia (1) Lucas Ordóñez (1) | Pontevedra Árbitros: |

| 5 de julio de 2009 18:15 |      | |                      |
| Estados Unidos           | 1:15 | Portugal | Pontevedra Árbitros: |
| Dylan Sordahl (1)        |      | Valter Narciso (4) Ricardo Silva (3) Luis Viana (3) Ricardo "Caio" Oliveira (2) Tiago Rafael (1) Reinaldo Silva (1) Ricardo Silva (1) | Pontevedra Árbitros: |

| 6 de julio de 2009 18:15 |      |                    |                                                  |
| Argentina | 24:1 | Estados Unidos     | Pontevedra Árbitros: Xavier Jacquart Jordi Vidal |
| Pablo Álvarez (9) Carlos Nicolia (4) Esteban Abalos (3) Lucas Ordóñez (2) Mariano Velásquez (2) Paulo García (2) Reinaldo García (2) |      | Cameron Torvik (1) | Pontevedra Árbitros: Xavier Jacquart Jordi Vidal |

| 6 de julio de 2009 21:30               |     |                                                                              |                                                     |
| Chile                                  | 2:4 | Portugal                                                                     | Pontevedra Árbitros: Mª Teresa Martínez Jordi Vidal |
| Camilo Illanes (1) Gonzalo Andrade (1) |     | Ricardo Pereira (1) Reinaldo Ventura (1) Ricardo Oliveira (1) Luis Viana (1) | Pontevedra Árbitros: Mª Teresa Martínez Jordi Vidal |

| 7 de julio de 2009 16:30 |     |                |                      |
| Chile                    | 3:2 | Estados Unidos | Pontevedra Árbitros: |
|                          |     |                | Pontevedra Árbitros: |

| 7 de julio de 2009 21:30 |     |          |                      |
| Argentina                | 3:2 | Portugal | Pontevedra Árbitros: |
|                          |     |          | Pontevedra Árbitros: |

### Grupo D
| Equip      | Pts | PJ | PG | PE | PP | GF | GC | DG |
| ---------- | --- | -- | -- | -- | -- | -- | -- | -- |
| Francia    | 7   | 2  | 2  | 1  | 0  | 11 | 3  | +8 |
| Italia     | 7   | 2  | 2  | 1  | 0  | 10 | 4  | +6 |
| Alemania   | 3   | 3  | 1  | 0  | 2  | 7  | 12 | -5 |
| Inglaterra | 0   | 3  | 0  | 0  | 3  | 3  | 12 | -9 |

| 5 de julio de 2009 19:45 |     |         |                      |
| Alemania                 | 2:7 | Francia | Pontevedra Árbitros: |
|                          |     |         | Pontevedra Árbitros: |

| 5 de julio de 2009 21:30 |     |        |                      |
| Inglaterra               | 1:6 | Italia | Pontevedra Árbitros: |
|                          |     |        | Pontevedra Árbitros: |

| 6 de julio de 2009 16:30 |     |         |                      |
| Inglaterra               | 0:3 | Francia | Pontevedra Árbitros: |
|                          |     |         | Pontevedra Árbitros: |

| 6 de julio de 2009 19:45 |     |          |                      |
| Italia                   | 3:2 | Alemania | Pontevedra Árbitros: |
|                          |     |          | Pontevedra Árbitros: |

| 7 de julio de 2009 18:15 |     |          |                      |
| Inglaterra               | 2:3 | Alemania | Pontevedra Árbitros: |
|                          |     |          | Pontevedra Árbitros: |

| 7 de julio de 2009 19:45 |     |         |                      |
| Italia                   | 1:1 | Francia | Pontevedra Árbitros: |
|                          |     |         | Pontevedra Árbitros: |

## Fase Final
|  | Cuartos de final | Cuartos de final |        |        | Semifinales            | Semifinales            |  |  | Final | Final |
|  |                  |                  |        |        |                        |                        |  |  |       |       |
|  |                  |                  |        |        |                        |                        |  |  |       |       |
|  |                  |                  |        |        |                        |                        |  |  |       |       |
|  | España           | 4                |        |        |                        |                        |  |  |       |       |
|  | España           | 4                |        |        |                        |                        |  |  |       |       |
|  | Suiza            | 1                |        |        |                        |                        |  |  |       |       |
|  | Suiza            | 1                | España | 2      |                        |                        |  |  |       |       |
|  |                  |                  | España | 2      |                        |                        |  |  |       |       |
|  |                  | Portugal         | 1      |        |                        |                        |  |  |       |       |
|  | Francia          | Portugal         | 1      | 2      |                        |                        |  |  |       |       |
|  | Francia          |                  |        | 2      |                        |                        |  |  |       |       |
|  | Portugal         | 4                |        |        |                        |                        |  |  |       |       |
|  | Portugal         | 4                | España | 3      |                        |                        |  |  |       |       |
|  |                  |                  | España | 3      |                        |                        |  |  |       |       |
|  |                  | Argentina        | 1      |        |                        |                        |  |  |       |       |
|  | Brasil           | Argentina        | 1      | 4      |                        |                        |  |  |       |       |
|  | Brasil           |                  |        | 4      |                        |                        |  |  |       |       |
|  | Angola           | 0                |        |        |                        |                        |  |  |       |       |
|  | Angola           | 0                | Brasil | 2      | Tercer y cuarto puesto | Tercer y cuarto puesto |  |  |       |       |
|  |                  |                  | Brasil | 2      | Tercer y cuarto puesto | Tercer y cuarto puesto |  |  |       |       |
|  |                  | Argentina        | 5      |        |                        |                        |  |  |       |       |
|  | Argentina        | Argentina        | 5      | 3      | Portugal               | 8                      |  |  |       |       |
|  | Argentina        |                  |        | 3      | Portugal               | 8                      |  |  |       |       |
|  | Italia           | 2                |        | Brasil | 3                      |                        |  |  |       |       |
|  | Italia           | 2                |        |        | 3                      |                        |  |  |       |       |
|  |                  |                  |        |        |                        |                        |  |  |       |       |
|  |                  |                  |        |        |                        |                        |  |  |       |       |

|  | Eliminatoria del 5º al 8º | Eliminatoria del 5º al 8º |   |                     | 5º y 6º Puesto      | 5º y 6º Puesto |  |
|  |                           |                           |   |                     |                     |                |  |
|  |                           |                           |   |                     |                     |                |  |
|  | 10 de julio de 2009       |                           |   |                     |                     |                |  |
|  | Suiza                     | 2                         |   |                     |                     |                |  |
|  | Francia                   | 3                         |   |                     |                     |                |  |
|  |                           |                           |   |                     |                     |                |  |
|  |                           |                           |   |                     | 11 de julio de 2009 |                |  |
|  |                           |                           |   |                     | Francia             | 3              |  |
|  |                           | Angola                    | 2 |                     |                     |                |  |
|  |                           |                           |   |                     |                     |                |  |
|  |                           |                           |   |                     |                     |                |  |
|  |                           |                           |   |                     | 7º y 8º Puesto      |                |  |
|  | 10 de julio de 2009       | 10 de julio de 2009       |   | 11 de julio de 2009 | 11 de julio de 2009 |                |  |
|  | Angola                    | 5                         |   | Suiza               | 1(1)                |                |  |
|  | Italia                    | 2                         |   |                     | Italia              | 1(2)           |  |

|  | Eliminatoria del 9º al 16º | Eliminatoria del 9º al 16º |                     |          | Eliminatoria del 9º al 12º | Eliminatoria del 9º al 12º |  |  | 9º Puesto           | 9º Puesto |
|  |                            |                            |                     |          |                            |                            |  |  |                     |           |
|  | 9 de julio de 2009         |                            |                     |          |                            |                            |  |  |                     |           |
|  |                            |                            |                     |          |                            |                            |  |  |                     |           |
|  | Mozambique                 | 3                          |                     |          |                            |                            |  |  |                     |           |
|  | Mozambique                 | 3                          | 10 de julio de 2009 |          |                            |                            |  |  |                     |           |
|  | Países Bajos               | 0                          |                     |          |                            |                            |  |  |                     |           |
|  | Países Bajos               | 0                          | Mozambique          | 2        |                            |                            |  |  |                     |           |
|  | 9 de julio de 2009         |                            | Mozambique          | 2        |                            |                            |  |  |                     |           |
|  |                            | Alemania                   | 7                   |          |                            |                            |  |  |                     |           |
|  | Alemania                   | Alemania                   | 7                   | 4        |                            |                            |  |  |                     |           |
|  | Alemania                   |                            | 11 de julio de 2009 | 4        |                            |                            |  |  |                     |           |
|  | Estados Unidos             | 2                          |                     |          |                            |                            |  |  |                     |           |
|  | Estados Unidos             | 2                          | Alemania            | 2        |                            |                            |  |  |                     |           |
|  | 9 de julio de 2009         |                            | Alemania            | 2        |                            |                            |  |  |                     |           |
|  |                            | Chile                      | 3                   |          |                            |                            |  |  |                     |           |
|  | Andorra                    | Chile                      | 3                   | 1        |                            |                            |  |  |                     |           |
|  | Andorra                    | 10 de julio de 2009        |                     | 1        |                            |                            |  |  |                     |           |
|  | Colombia                   | 4                          |                     |          |                            |                            |  |  |                     |           |
|  | Colombia                   | 4                          | Colombia            | 2        | 11º y 12º                  | 11º y 12º                  |  |  |                     |           |
|  | 9 de julio de 2009         |                            | Colombia            | 2        | 11º y 12º                  | 11º y 12º                  |  |  |                     |           |
|  |                            | Chile                      | 4                   |          |                            |                            |  |  |                     |           |
|  | Chile                      | Chile                      | 4                   | 3        | Mozambique                 | 4                          |  |  |                     |           |
|  | Chile                      |                            |                     | 3        | Mozambique                 | 4                          |  |  |                     |           |
|  | Inglaterra                 | 1                          |                     | Colombia | 1                          |                            |  |  |                     |           |
|  | Inglaterra                 | 1                          |                     |          | 1                          |                            |  |  |                     |           |
|  |                            |                            |                     |          |                            |                            |  |  | 11 de julio de 2009 |           |
|  |                            |                            |                     |          |                            |                            |  |  |                     |           |

|  | Eliminatoria del 13º al 16º | Eliminatoria del 13º al 16º |   |                     | 13º y 14º Puesto    | 13º y 14º Puesto |  |
|  |                             |                             |   |                     |                     |                  |  |
|  |                             |                             |   |                     |                     |                  |  |
|  | 10 de julio de 2009         |                             |   |                     |                     |                  |  |
|  | Países Bajos                | 6                           |   |                     |                     |                  |  |
|  | Estados Unidos              | 5                           |   |                     |                     |                  |  |
|  |                             |                             |   |                     |                     |                  |  |
|  |                             |                             |   |                     | 11 de julio de 2009 |                  |  |
|  |                             |                             |   |                     | Países Bajos        | 2                |  |
|  |                             | Inglaterra                  | 3 |                     |                     |                  |  |
|  |                             |                             |   |                     |                     |                  |  |
|  |                             |                             |   |                     |                     |                  |  |
|  |                             |                             |   |                     | 15º y 16º Puesto    |                  |  |
|  | 10 de julio de 2009         | 10 de julio de 2009         |   | 11 de julio de 2009 | 11 de julio de 2009 |                  |  |
|  | Andorra                     | 2                           |   | Estados Unidos      | 4                   |                  |  |
|  | Inglaterra                  | 4                           |   |                     | Andorra             | 3                |  |

### Cuartos de final
| 9 de julio de 2009 16:30 |     |        |                |
| Brasil                   | 4:0 | Angola | Vigo Árbitros: |
|                          |     |        | Vigo Árbitros: |

| 9 de julio de 2009 18:15 |     |        |                |
| Argentina                | 3:2 | Italia | Vigo Árbitros: |
|                          |     |        | Vigo Árbitros: |

| 9 de julio de 2009 19:45 |     |       |                |
| España                   | 4:1 | Suiza | Vigo Árbitros: |
|                          |     |       | Vigo Árbitros: |

| 9 de julio de 2009 21:30 |     |          |                |
| Francia                  | 2:4 | Portugal | Vigo Árbitros: |
|                          |     |          | Vigo Árbitros: |

### Semifinales
| 10 de julio de 2009 19:45 |     |          |                |
| España                    | 2:1 | Portugal | Vigo Árbitros: |
|                           |     |          | Vigo Árbitros: |

| 10 de julio de 2009 21:30 |     |           |                |
| Brasil                    | 2:5 | Argentina | Vigo Árbitros: |
|                           |     |           | Vigo Árbitros: |

### Tercer y cuarto puesto
| 11 de julio de 2009 19:45 |     |        |                |
| Portugal                  | 8:3 | Brasil | Vigo Árbitros: |
|                           |     |        | Vigo Árbitros: |

### Final
| 11 de julio de 2009 21:30                          |     |                    |                |
| España                                             | 3:1 | Argentina          | Vigo Árbitros: |
| Jordi Bargalló (1) Marc Güal (1) Jordi Adroher (1) |     | Carlos Nicolia (1) | Vigo Árbitros: |

| Bandera de España |
| Campeón ESPAÑA    |
| 14º Título        |

## Clasificación Final
| 1. España          |
| 2. Argentina       |
| 3. Portugal        |
| 4. Brasil          |
| 5. Francia         |
| 6. Angola          |
| 7. Italia          |
| 8. Suiza           |
| 9. Chile           |
| 10. Alemania       |
| 11. Mozambique     |
| 12. Colombia       |
| 13. Inglaterra     |
| 14. Países Bajos   |
| 15. Estados Unidos |
| 16. Andorra        |

## Máximos goleadores
| Jugador           | Selección | Goles |
| ----------------- | --------- | ----- |
| Pablo Álvarez     | Argentina | 14    |
| Luis Viana        | Portugal  | 12    |
| Jerome Desponds   | Suiza     | 7     |
| Pedro Gil         | España    | 7     |
| Guirec Henry      | Francia   | 7     |
| Carlos Nicolia    | Argentina | 7     |
| Massimo Tataranni | Italia    | 7     |
| Nico Fernández    | Chile     | 6     |
| Paulo García      | Argentina | 6     |
| Kay Hovelmann     | Alemania  | 6     |
| Ricardo Pereira   | Portugal  | 6     |
| Jorge Salgado     | Chile     | 6     |